# Cañizo
Cañizo – gmina w Hiszpanii, w prowincji Zamora, w Kastylii i León, o powierzchni 41,85 km². W 2011 roku gmina liczyła 274 mieszkańców.